# ジプシー・クイーン (中森明菜の曲)
「ジプシー・クイーン」は、日本の歌手中森明菜の楽曲。この楽曲は中森の15枚目のシングルとして、1986年5月26日にワーナー・パイオニア（現：ワーナーミュージック・ジャパン）のリプリーズ・レコードレーベルよりリリースされた (EP: L-1751)。

## 背景
「ジプシー・クイーン」は、1986年5月26日にシングル・レコード (EP: L-1751)で発売された。この楽曲は、それまでの中森のシングルA面楽曲としては、初起用となる作家陣を迎えている。この楽曲は松本一起によって作詞され、作曲はシンガー・ソングライターの国安わたるが手掛け、この時点までの中森の作品では初起用となった小林信吾によって編曲された。
1986年4月8日、東京・青山のチェリーアイランドスタジオで15枚目のシングルとなる「ジプシー・クイーン」の音入れをを予定していたが、日を変えレコーディングを行い発売日に間に合わせた。
本曲は後の作品でも新録されており、1995年12月リリースのベスト・アルバム『true album akina 95 best』に収録された。
シングル盤「ジプシー・クイーン」のB面として発表された「最後のカルメン」は、麻生圭子による作詞に、前作B面楽曲の「LA BOHÈME」に続いて都志見隆が作曲を手掛け、椎名和夫が編曲を務めた楽曲である。
本作のレコードジャケットでは、中森が中学生の時に透明の下敷きに好きなタレントの写真などを入れていた経験から、ジャケット写真だけを楽しめるようバーコード部分を折り畳める仕様となっており、この仕様は以降のシングルでも採用された。この仕様について中森は、1989年1月18日に放送されたフジテレビ系音楽番組『夜のヒットスタジオDELUXE』で語っている。

## 批評
音楽評論家の堤昌司は「ジプシー・クイーン」の楽曲の路線について、「エキゾティック」であるが、都市にいる寄る辺のない女性の心理に秘められた隔絶した世界であると指摘。曲調については、高低が少なく癖がないと解説した。加えて、ヴォーカルのミキシングに特色があると指摘し、ヴォーカルとバックのサウンドとの融合を指向するかのように、中森のヴォーカルは控えめであると批評した。

## チャート成績
この楽曲は、TBS系音楽番組『ザ・ベストテン』では1986年6月19日と1986年6月26日の2週連続で最高順位1位を記録後、1986年7月10日の放送でも通算3週目となる1位を記録した。オリコン週間シングルチャートでは1986年6月9日付で初登場・最高順位ともに1位を記録し、同チャートの100位以内においては計16週に渡ってランクインした。1986年度のオリコン年間シングルチャートでは、7位を記録した。

## 収録曲
| #         | タイトル               | 作詞      | 作曲       | 編曲      | 時間 |
| --------- | ---------------------- | --------- | ---------- | --------- | ---- |
| A.        | 「ジプシー・クイーン」 | 松本一起  | 国安わたる | 小林信吾  | 4:27 |
| B.        | 「最後のカルメン」     | 麻生圭子  | 都志見隆   | 椎名和夫  | 4:28 |
| 合計時間: | 合計時間:              | 合計時間: | 合計時間:  | 合計時間: | 8:55 |

### 規格
- 1988年6月25日 - 8cmCD: 10SL-145[14]
- 1988年12月21日 - CT: 10L5-4054[15]
- 1998年11月26日 - 12cmCD: WPC6-8672[16]
- 2008年11月12日 - デジタル・ダウンロード[17][18]
- 2014年6月18日 - 12cmCD, Singles Box 1982-1991の一枚として

## クレジット
- photo by 塚田和徳[8]

## 収録作品
ジプシー・クイーン
- 『CD'87』[19][8]
- 『BEST II』[20][8]

最後のカルメン
- 『CD'87』[19][8]

## カバーしたアーティスト
- 国安わたる（セルフカバー、1988年10月、ベスト・アルバム『国安わたるベスト・ヒッツ』（CD: K30X-343、キングレコード）収録）[21][22][8]
- 村上ゆき（2014年12月3日、アルバム『Piano Woman〜友だちから〜』収録）

## 参照
1. ↑  “iTunes - ミュージック - 中森明菜「ジプシー・クイーン（オリジナル・シングル・ジャケット）」”.  Apple. 2011年8月20日閲覧。
2. 1 2 3 4 5  クラブハウス『オリコン No.1 HITS 500 1986〜1994 (下) オリコンチャート1位ヒットソング集』クラブハウス、1998年11月1日、14、31頁頁。ISBN 490649613X。
3. 1 2  『AKINA』（4×12cmCD）中森明菜、ワーナーミュージック・ジャパン、1993年11月10日。WPCL-770〜3。
4. 1 2  小池聰行 編「音楽祭賞一覧」『オリコン年鑑'87 -歌謡音楽のすべて』オリジナルコンフィデンス、1987年5月1日、312-317頁。ISBN 4-87131-018-3。
5. 1 2  クラブハウス『オリコン No.1 HITS 500 1986〜1994 (下) オリコンチャート1位ヒットソング集』クラブハウス、1998年11月1日。ISBN 490649613X。
6. 1 2  『別冊ザテレビジョン ザ・ベストテン 〜蘇る!80'sポップスHITヒストリー〜』角川インタラクティブ・メディア、2004年12月。ISBN 4048944533。
7. ↑  馬飼野元宏『Hotwax presents 歌謡曲 名曲名盤ガイド 1980's』シンコーミュージック・エンタテイメント、2006年7月20日、221頁。ISBN 440175106X。
8. 1 2 3 4 5 6 7 8  『ジプシー・クイーン』（EP）中森明菜、ワーナー・パイオニア、1986年5月26日。L-1751。
9. 1 2 3 4 5  堤昌司『コンプリート・シングル・コレクションズ〜ファースト・テン・イヤーズ＜ライノ・プレミアム・エディション＞』（4×12cmCD）中森明菜、ワーナーミュージック・ジャパン、2009年6月10日、20頁。WPCL-10681/84。
10. ↑  “【歌姫伝説　中森明菜の軌跡と奇跡】いわく付きの曲「ジプシー・クイーン」　「明菜の後ろにユッコの亡霊が映ってる」と問合せ殺到、女性誌が特集を組む騒動に（1/2ページ） - zakⅡ”. 2025年8月15日閲覧。
11. ↑  『true album akina 95 best』（3×12cmCD）中森明菜、MCAビクター、1995年12月6日。MVCD-36001-3。
12. ↑  『DESIRE』（EP）中森明菜、ワーナー・パイオニア、1986年2月3日。L-1750。
13. ↑  『別冊ザテレビジョン ザ・ベストテン 〜蘇る!80'sポップスHITヒストリー〜』角川インタラクティブ・メディア、2004年12月、142-144頁。ISBN 4048944533。
14. ↑  “ジプシー・クイーン - 中森明菜 - Yahoo!ミュージック”.  Yahoo! JAPAN. 2012年8月11日時点のオリジナルよりアーカイブ。2012年8月11日閲覧。
15. ↑  『ジプシー・クイーン』（CT）中森明菜、ワーナー・パイオニア、1988年12月21日。10L5-4054。
16. ↑  “ジプシー・クイーン - 中森明菜 - Yahoo!ミュージック”.   Yahoo! JAPAN. 2012年8月11日時点のオリジナルよりアーカイブ。2012年8月11日閲覧。
17. ↑  “mora[モーラ] : 中森明菜「ジプシー・クイーン」を試聴・ダウンロード”.  レーベルゲート. 2012年8月11日閲覧。
18. ↑  “ジプシー・クイーン｜中森明菜｜試聴・ダウンロード ListenJapan 【 リッスンジャパン 】”.   Listen Japan. 2012年8月11日閲覧。
19. 1 2  『CD'87』（12cmCD）中森明菜、ワーナー・パイオニア、1987年5月1日。32XL-191。
20. ↑  『BEST II』（LP, CT, 12cmCD）中森明菜、ワーナー・パイオニア、1988年12月24日。28L1-49、28L4-49、32L2-49。
21. ↑  “ベスト ヒッツ/国安わたる レンタルCD - TSUTAYA 店舗情報 - レンタル・販売 在庫検索”.  カルチュア・コンビニエンス・クラブ. 2013年1月15日閲覧。
22. ↑  “国安わたる/ベスト・ヒッツ （キングレコード）: 1988｜書誌詳細｜国立国会図書館サーチ”.  国立国会図書館. 2013年1月15日閲覧。